# مقاطعة تشايبارة
مقاطعة تشايبارة (بالفارسية: شهرستان چایپاره) هي مقاطعة تقع في أذربيجان الغربية في إيران. يقدر عدد سكانها بـ 42,225 نسمة .